# Pays d’Uzerche
Das Pays d’Uzerche ist eine traditionsreiche französische Landschaft im Westen des Département Corrèze. Sie liegt im historischen Limousin und ist Teil der Region Nouvelle-Aquitaine.

## Geographie

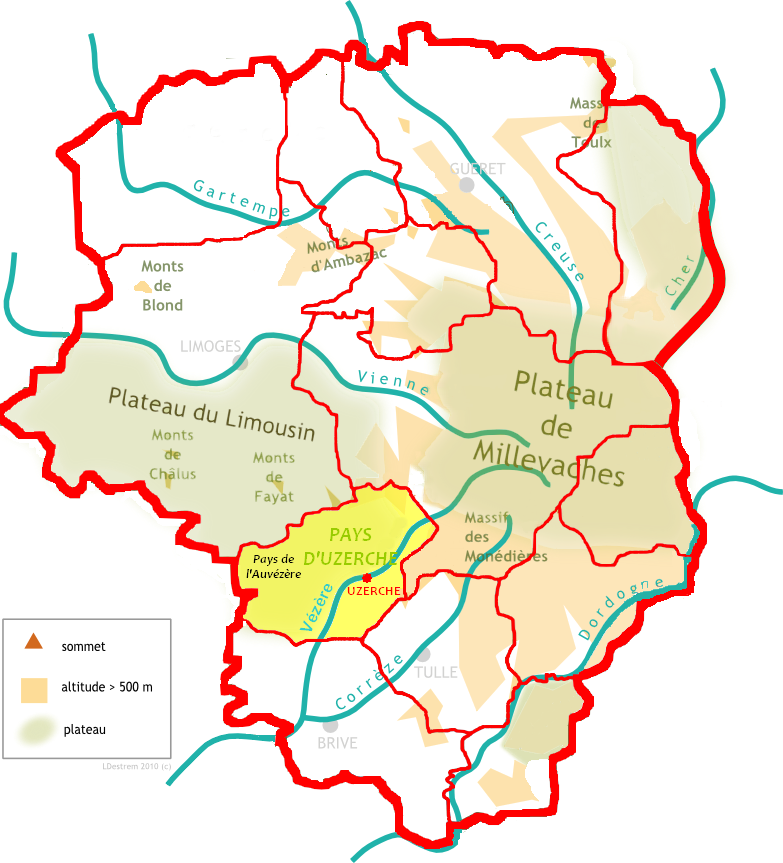
Lagekarte des Pays d’Uzerche (in Gelb) im Limousin

Das Pays d’Uzerche, Deutsch Land(schaft) von Uzerche, umringt die namensverleihende Kleinstadt Uzerche.
Es wird von folgenden Naturräumen umgeben:
- dem Pays de la Vienne im Norden
- der Montagne limousine mit dem Massif des Monédières im Nordosten
- dem Pays de Tulle im Südosten
- dem Briver Becken im Süden
- dem Nontronnais im Westen
- dem Plateau du Limousin im Nordwesten.

Der Westteil des Pays d’Uzerche besteht aus Wiesen und Weiden, die vorwiegend zur Rinderzucht genutzt werden. Der Osten ist stärker bewaldet. Die Ansiedlungen sind recht verstreut und größere Gemeinden neben Uzerche sind Lubersac, Arnac-Pompadour und Vigeois. Die Landschaft ist das Resultat einer uralten, peneplanierten  Abtragungsebene, die sich zwischen 300 und 500 Höhenmetern bewegt. Mit Erreichen des Plateau de Millevaches werden sogar bis zu 650 Höhenmeter erzielt. In die Abtragungsebene haben sich enge und teils recht tiefe Flusstäler eingeschnitten, die das Anstehende gut freilegen.

## Hydrographie
Das Pays d’Uzerche wird in etwa mittig von der Vézère entwässert, die nach Südsüdwest in Richtung Dordogne abfließt. Entlang seiner Westseite fließt auch noch die Auvézère, ebenfalls in südwestlicher Richtung. Nach ihr ist das Pays de l’Auvézère benannt, das den Übergang zum Nontronnais darstellt.

## Geologie

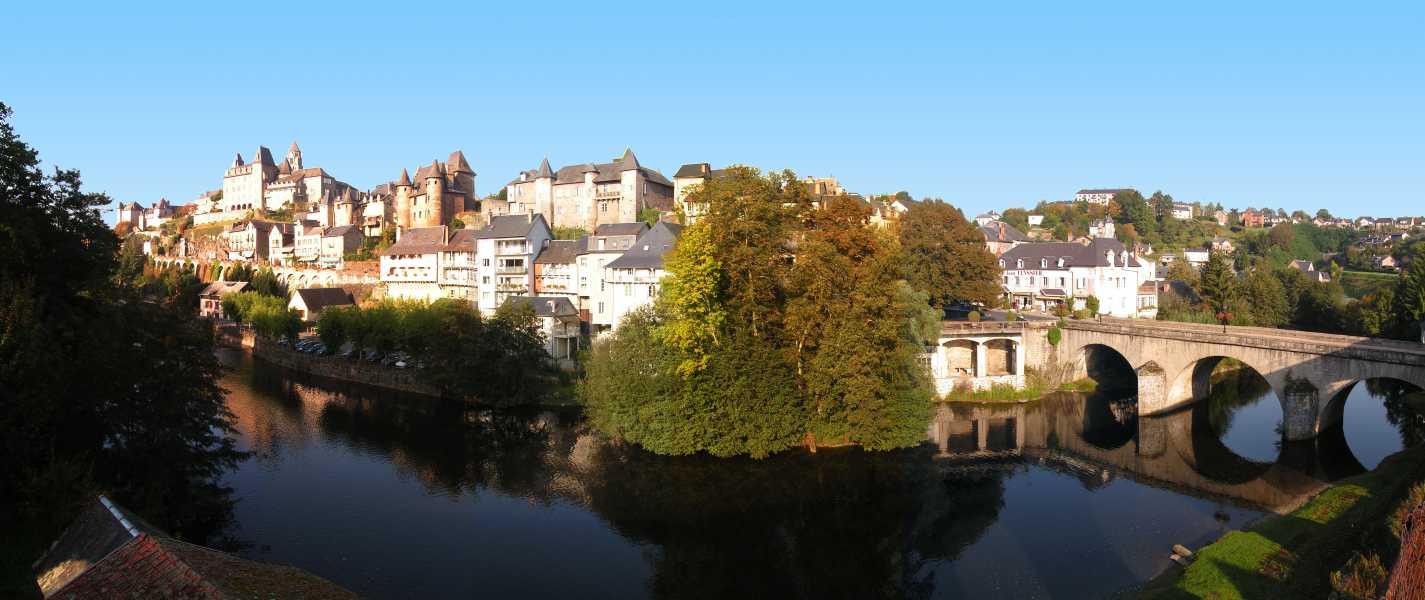
Panorama des die Vézère überragenden Uzerche

Geologisch gehört das Pays d’Uzerche vollständig zum kristallinen Grundgebirge des westlichen Massif Central. Anstehend sind vorwiegend die amphibolitfaziellen Gneise der Oberen Gneisdecke des Limousins – meist plagioklashaltige, aus ehemaligen Grauwacken des nördlichen Gondwanarandes hervorgegangene Paragneise. Eingeschaltet in die Gneise sind vereinzelte Amphibolitbänder und sehr selten auch Eklogite und deren Reste. Die Obere Gneisdecke ist östlich von Uzerche in ein Südost-streichendes Synklinorium gefaltet – dem Uzerche-Synklinorium. Im Norden wird sie von der Unteren Gneisdecke unterschoben, die hier zu einem Antiklinorium aufgebeult ist – dem Meuzac-Antiklinorium. Im Süden grenzt sie mit einer bedeutenden Seitenverschiebung an die grünschieferfazielle Thiviers-Payzac-Einheit. Im Osten wird das Terran mittels der Nord-Süd-streichenden Argentat-Störung – einer stellenweise mehrere Kilometer breiten kataklastischen Bruchzone – gegenüber dem herausgewölbten parautochthonen Plateau de Millevaches abgetrennt. Erwähnenswert ist im Westen das Massif du Vendômois – eine nahezu kreisrunde Quarzdiorit-Intrusion mit knapp 10 Kilometer Durchmesser, die zur Limousin-Tonalitlinie gerechnet wird.